# Слов'янський краєзнавчий музей
Слов'янський краєзнавчий музей (СКМ) — краєзнавчий музей у Слов'янську, Донецької області.

## Історія створення
Заснований в 1970 році згідно з наказом Міністерства культури України. Музей міський, підпорядкований відділу культури Слов'янської міської ради, комунальною власністю міста.
Розташований в купецькому особняку (84100, вул. Банківська, 31, м. Слов'янськ), побудованому наприкінці 19 століття. Для відвідувачів експозицію відкрито в 1974 році.

## Музейний фонд
Загальна кількість пам'яток музейного фонду становить близько 33000 одиниць, з них понад 23000 складає основний фонд.
Склад зібрання — це пам'ятки історії, культури та природи Слов'янщини. До найкращих колекцій музею відносяться: археологічна, нумізматична, кераміки, побуту та етнографії.
Розділ природи має одну з найкращих природничо-наукових колекцій серед музеїв північної частини Донецької області. Особливості ландшафту, клімату, фенології, флори й фауни краю, Національного природного парку «Святі Гори». Велику цікавість у відвідувачів викликає колекція тварин і птахів (опудала), гербарії унікальних видів рослин (ендеміків).
Археологічна експозиція містить:
- унікальні предмети епохи міді-бронзи (III—II тис. до н. е.),
- унікальні предмети салтово-маяцької культури (VIII—X ст.),
- колекцію мідних та срібних монет Золотої Орди (XIII—XIV ст.).

Гордість музею — бронзовий водолій (акваманіл) XIII ст.
Тринадцять експозиційних залів дають повну уяву про часи заселення краю, розвиток промислів і ремесел, промисловості, побуту й культурну спадщину, щодо соціально-економічного та культурного розвитку міста, вік якого налічує майже чотири століття.
Експозицію доповнює виставковий зал, в якому постійно експонуються художні та тематичні виставки з музейних колекцій, інших установ і організацій та приватних осіб.
Музейна бібліотека містить загальнонаукову та краєзнавчу літературу.

## Діяльність
Музей займається видавницькою та публіцистичною діяльністю:
- двічі видався путівник «Слов'янський краєзнавчий музей»;
- буклет за підсумками археологічних досліджень «Фортеця Тор. Етапи відродження»;
- повнокольорова ілюстрована збірка науково-популярних статей з історії міста «Місто у солоних озер»;
- буклети до виставок, публікації в пресі та спеціалізованих виданнях за краєзнавчою тематикою.

Колектив музею бере участь в конкурсах, оглядах з музейної діяльності, веде активну науково-просвітницьку роботу, за що багаторазово нагороджувався грамотами, дипломами, іншими відзнаками.